# Pterolophia obliquefasciculata
Pterolophia obliquefasciculata là một loài bọ cánh cứng trong họ Cerambycidae.